# Молодёжное (Алешинский сельский округ)
Молодёжное (каз. Молодёжный) — село в Мендыкаринском районе Костанайской области Казахстана. Административный центр Алешинского сельского округа. Населённый пункт находится на правом берегу р.Тобол. Находится примерно в 25 км к западу от районного центра, села Боровского. Код КАТО — 395633100.

## Население
В 1999 году население села составляло 1694 человека (937 мужчин и 757 женщин). По данным переписи 2009 года, в селе проживал 991 человек (468 мужчин и 523 женщины). По данным переписи 2021 года, в селе проживало 816 человек (410 мужчин и 416 женщин).